# 16 Водолея
16 Водолея (лат. 16 Aquarii, HD 203222) — одиночная звезда в созвездии Водолея на расстоянии приблизительно 342 световых лет (около 105 парсеков) от Солнца. Видимая звёздная величина звезды — +5,848m. Возраст звезды оценивается как около 740 млн лет.

## Характеристики
16 Водолея — жёлтый гигант спектрального класса G8III или G7III. Масса — около 2,34 солнечных, радиус — около 7,86 солнечных, светимость — около 37,4 солнечных. Эффективная температура — около 5096 К.